# Conan Niszczyciel (film)
Conan Niszczyciel (ang. Conan the Destroyer) – amerykański film fabularny z podgatunku fantasy magii i miecza w reżyserii Richarda Fleischera z 1984 roku. Ekranizacja opowiadań Roberta E. Howarda i kontynuacja filmu Conan Barbarzyńca w reżyserii Johna Miliusa.
W roli Conana wystąpił po raz drugi Arnold Schwarzenegger. W jednej z głównych ról zagrał koszykarz NBA Wilt Chamberlain.

## Obsada
- Arnold Schwarzenegger – Conan
- Grace Jones – Zula
- Wilt Chamberlain – Bombaata
- Mako – czarownik Akiro
- Tracey Walter – Malak
- Sarah Douglas – królowa Taramis
- Olivia d’Abo – księżniczka Jehnna
- André the Giant – Dagoth

## Nagrody
- Olivia d’Abo – Złota Malina (najgorsza nowa gwiazda, najgorsza drugoplanowa – nominacja)
- Grace Jones – Saturn (najlepsza aktorka drugoplanowa – nominacja)